# Aozora no Namida
Aozora no Namida (青空のナミダ Lágrimas del cielo azul?) es el tercer single de la cantante Hitomi Takahashi lanzado el 30 de noviembre de 2005 y opening dentro de la serie Blood+.
Vendió 83.523 copias colocándose en el Top 20, después del éxito de Bokutachi no Yukue y el fallido evergreen.

## Carátula
En la carátula del sencillo se aprecia a Hitomi con un abrigo café y rojo mismo que ocupa en PV. En la contraportada vemos una imagen de Blood+.

## PV
El PV empieza con Saya (protagonista de la serie) atacando a un quiróptero, el track comienza y Hitomi aparece abriendo los ojos, pues escucha lo ocurrido, sigue el ruido y llega a un túnel de metro. Allí ve a Saya luchando y esta es atacada y su katana va a parar junto a Hitomi. Hitomi entonces, ataca al monstruo que quiere hacer lo mismo y logra matarlo. Saya y el quiróptero desaparecen y Hitomi camina hacia la ciudad que es atacada por miles de quirópteros, entonces sus ojos se tornan rojos y es a punto de ser golpeada por un monstruo dando fin al video.

## Canciones
1. Aozora no Namida
2. Mou hitotsu no yoake
3. My answer
4. Aozora no Namida (Instrumental)

- Datos: Q4778850